# Bartomeu de Braga
Bartomeu de Braga (3 de maig de 1514 - 16 de juliol de 1590), nascut com a Bartolomeu Fernandes i de nom religiós Bartolomeu dos Màrtires, va ser un catòlic portuguès i membre de l'Ordre dels Predicadors, així com arquebisbe emèrit de Braga. Fernandes va participar en el Concili de Trento i també va col·laborar amb Carles Borromeo i va establir una sèrie d'hospitals i hospicis a Braga. També va publicar diverses obres, des del catecisme fins a altres temes.
El procés de canonització es va iniciar amb el Benet XIV l'11 de setembre 1754 quan va ser proclamat servent de Déu, mentre que Gregori XVI més tard el proclamà venerable el 23 de maig de 1845. Joan Pau II va beatificar Fernandes a la plaça de Sant Pere el 4 de novembre del 2001. El papa Francesc aprovar la canonització equivalent el 5 de juliol de 2019.

## Biografia
Bartolomeu Fernandes va néixer a prop de Lisboa el 3 de maig de 1514 de Domingos Fernandes i Maria Correia; va ser batejat només hores després a l'església parroquial local de Nossa Senhora dos Mártires.
Va ingressar a l'Ordre dels Predicadors l'11 de novembre de 1527 i més tard va fer la seva professió solemne a l'ordre el 20 de novembre de 1529. En acabar els seus estudis el 1538 va començar a ensenyar filosofia al convent de l'ordre a Lisboa durant uns dos anys i després va estar dues dècades ensenyant estudis teològics a les diverses cases del seu orde. El 1551 va obtenir el seu màster al capítol provincial de Salamanca a Espanya. Va ensenyar a Batalha i després a Évora. També va servir com a prior del convent de Benfica entre 1557 i 1558 i va estar a Évora com a professor de 1538 fins a 1557.
Durant el curs d'estudis teològics al convent de Batalha, va ser convocat a Évora, a petició de Luis de Portugal, duc de Beja, per dur a terme l'educació religiosa del seu fill que estava entrant a la vida eclesiàstica, una tasca que li va comportar molt de temps. El 1558, contra els seus propis desitjos i per obediència al seu superior provincial, que era Lluís de Granada, va acceptar el nomenament a la seu arquepiscopal de Braga per la qual la reina Catalina l'havia escollit i el 1559 va rebre la seva consagració episcopal al convent de Sant Domènec el 3 de setembre de 1559 del bisbe de Coimbra, João Soares. De fet, va ser Luis de Granada qui havia d'esdevenir arquebisbe, però Luis va instar la reina a seleccionar Fernandes en el seu lloc. El Papa Pau IV va confirmar-ho a la bula papal "Gratiae divinae praemium" el 27 de gener de 1559. Es va dedicar als deures de la seva nova oficina des de la seva arribada a l'arxidiòcesi el 4 d'octubre de 1559.
A la represa del Concili de Trento el 1561 l'arquebisbe va anar al concili per tal de participar en les últimes sessions. Va fer un total de 268 suggeriments al consell i va col·laborar amb Carles Borromeu. Hi va haver també un cas en què va defensar una posició oposada a l'Arquebisbe de Toledo, Bartolomé Carranza. Va ser estimat i considerat en molta estima entre els Pares del Concili tant pel que fa al seu aprenentatge teològic com a la santedat de la seva vida. L'arquebisbe va exercir una gran influència en les discussions i, més encara, en relació amb els decrets sobre la reforma de la vida i el desenvolupament eclesiàstic. La conclusió d'aquest concili el va veure tornar a Braga el febrer de 1564 i el 1566 va celebrar una important reunió provincial de la diòcesi en la qual es van aprovar decrets per a la restauració de la disciplina eclesiàstica i l'elevació de la vida moral dels sacerdots i de la gent. ("Concilium provinciale Bracarense quartum" el 1567). L'arquebisbe es va dedicar ara a la tasca de promulgar les reformes del Concili de Trento a més dels decrets del seu propi sínode provincial. Una gran fam i una nova arribada de la peste bubònica van mostrar la seva cara més caritativa i es va bolcar en la construcció de diversos hospitals i hospicis.
Va presentar repetides sol·licituds per renunciar a la seva seu episcopal i va rebre el permís papal de Gregori XIII el 20 de febrer de 1582 per dimitir i retirar-se al convent de la seva ordre a Viana do Castelo, on va viure en soledat durant la resta de la seva vida, però també va servir com a professor durant algun temps.
Fernandes va morir a Viana do Castelo el 16 de juliol de 1590.
Una estàtua d'ell sobre un ruc es pot trobar a Viana do Castelo, a Portugal. A la peanya hi diu: "Bartolomeu dos Martires".

## Obres

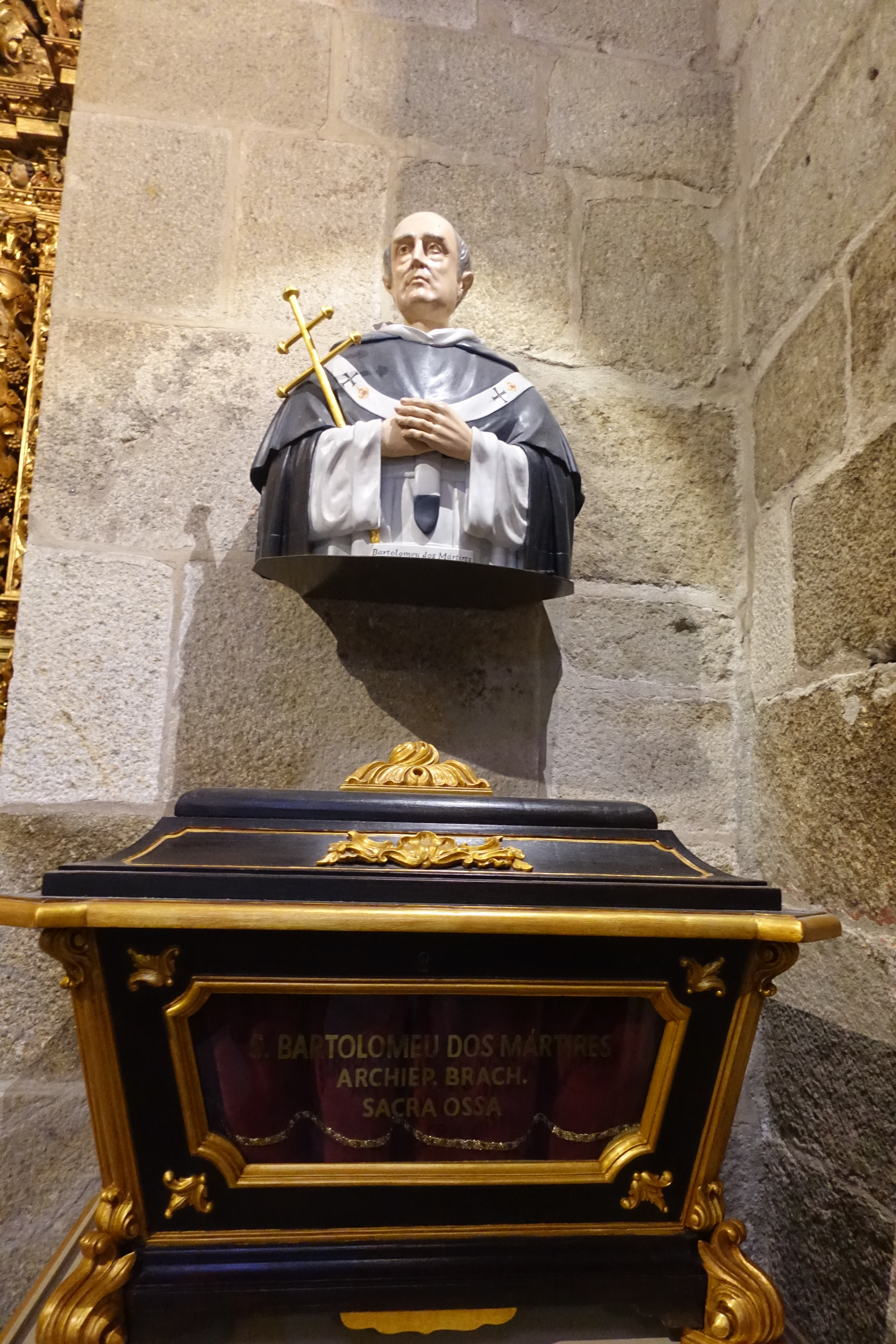
Tomba a Braga.

Per a la vida cristiana i per a la promoció de la disciplina eclesiàstica, va escriure les següents publicacions:
- Compendium spiritualis doctrinae variis sanc Patrum sententiis magana ex part collectum (Lisboa, 1582)
- Stimulus pastorum ex gravissimis sanct Patrum sententiis concinnatus, in quo agitur de vita et moribus episcoporum aliorumque praelatorum(Roma, 1564; publicat per la insistència de sant Carles Borromeu)
- Catecismo o Doutrina cristiana (Lisboa, 1562).
- Opera omnia cura et studio Malachiae d'Inguinbert, archiepisc. Theodos (1 vol. Fol. En 2 parts, Roma, 1734–35). És un compendi de totes les seves obres.

## Procés de canonització
El procés de beatificació es va obrir en un procés informatiu que l'arquebisbe Rodrigo da Cunha va inaugurar el 20 de gener de 1631, tot i que es desconeix quan es va acabar aquest procés. Els teòlegs també van aprovar els seus escrits en algun moment del procés i van determinar que s'avenien a la fe. La introducció formal a la causa es va produir amb Benet XIV, l'11 de setembre de 1754, quan es va proclamar servent de Déu. L'arquebisbe Gaspar de Bragança va inaugurar el procés apostòlic el 24 de setembre de 1760 i després va supervisar el seu tancament el maig de 1766, mentre que la Congregació de Rites va validar aquests processos anteriors a Roma el 7 de març de 1716.
Una congregació pre-preparatòria va aprovar la causa en una reunió el 31 d'agost de 1819 amb un comitè preparatori per seguir l'1 de juliol de 1840 i després una reunió dels funcionaris el 26 de novembre de 1844 en la qual també es va confirmar l'aprovació. Es va declarar que el difunt arquebisbe havia viscut una vida cristiana model de virtut heroica en una actuació que va permetre qu el papa Gregori XVI el proclamés venerable el 23 de maig de 1845.
El miracle requerit per a la beatificació va ser investigat a Portugal i més tard va rebre la validació a Roma el 12 de març de 1999 de la Congregació per a les causes de sants en un moviment que més tard va permetre a una junta mèdica avaluar i aprovar el miracle (determinar que no va ser fruit de la medicina ni tenia cap explicació científica) el 20 de desembre de 2000, mentre que els teòlegs es van reunir el 2001 per confirmar que el miracle era el resultat de la seva intercessió. Els membres del cardenal i bisbe també van aprovar el miracle el 3 de juliol de 2001, mentre el papa Joan Pau II va declarar el 7 de juliol de 2001 que la curació era realment un miracle genuí en un moviment que confirmava la beatificació de l'arquebisbe; el papa el va beatificar el 4 de novembre de 2001 a la plaça de Sant Pere.
El Papa Francesc, el 20 de gener de 2016, va autoritzar que el procés per canonitzar l'arquebisbe a través de la canonització per equivalència avancés, autoritzant que podia ser proclamat sant sense un segon miracle. El papa va aprovar la canonització equivalenten un decret publicat el 5 de juliol de 2019 i el va nomenar sant.
El postulador va ser Vito Tomás Gómez García.